# Молино Кампокроче (Тревизо)
Молино Кампокроче је насеље у Италији у округу Тревизо, региону Венето.
Према процени из 2011. у насељу је живело 148 становника. Насеље се налази на надморској висини од 6 м.